# Tabea Kemme
Tabea Kemme (* 14. Dezember 1991 in Stade) ist eine ehemalige deutsche Fußballspielerin und heutige TV-Expertin.

## Karriere

### Vereine
Kemme begann ihre Karriere 2000 im Alter von acht Jahren bei der SG Freiburg/Oederquart bei der Trainerin Inge Bajema. Im Jahre 2006 wechselte sie zum 1. FFC Turbine Potsdam. 2008 wurde sie mit den B-Juniorinnen deutsche Meisterin und hatte ihre ersten Einsätze in der zweiten Mannschaft, die in der 2. Bundesliga spielte. Zur Saison 2008/09 wechselte sie in den Kader der ersten Mannschaft und absolvierte am 17. September 2008 ihr Bundesligadebüt. Im Spiel bei der SC 07 Bad Neuenahr erzielte sie auch ihr erstes Bundesligator.
Mit Turbine gewann Kemme viermal die Meisterschaft und dreimal den DFB-Hallenpokal. Im Jahre 2010 gewann sie die Champions League. Zweimal erreichte Kemme mit Turbine das Finale des DFB-Pokals, das beide Male jedoch verloren wurde. Am dritten Spieltag der 1. Liga 2010/11 sah sie die rote Karte in der 23. Minute und wurde für vier Spiele gesperrt.
Ursprünglich hatte Kemme im Sturm gespielt, in der U-20-Nationalmannschaft wurde sie jedoch in der Abwehr eingesetzt. Auch im Verein wechselte ihre Stammposition vom Sturm (bis 2009) über das Mittelfeld (bis 2011) hin zur Abwehr (seit der Saison 2011/12).
Im Februar 2018 wurde bekannt, dass Tabea Kemme ihren Vertrag nicht verlängern wird. Sie unterschrieb einen Vertrag beim englischen Erstligisten Arsenal LFC.
Am 14. Januar 2020 gab Kemme aufgrund einer langwierigen Knieverletzung ihr vorzeitiges Karriereende bekannt.

### Nationalmannschaft
Mit der U-17-Nationalmannschaft gewann sie im Jahre 2008 die Europameisterschaft. Im Finale wurde sie für Turid Knaak eingewechselt. Im gleichen Jahr wurde sie mit der DFB-Auswahl Dritte bei der U-17-Weltmeisterschaft. Zwei Jahre später wurde Kemme mit der U-20-Nationalmannschaft Weltmeisterin. Am 2. April 2013 wurde Kemme erstmals in den Kader der Deutschen A-Fußballnationalmannschaft berufen, ihr Debüt gab sie am 27. November 2013 im WM-Qualifikationsspiel gegen Kroatien.
Am 24. Mai 2015 wurde sie von Bundestrainerin Silvia Neid in den endgültigen Kader für die Weltmeisterschaft 2015 in Kanada berufen.
2016 wurde Kemme für das olympische Fußballturnier der Frauen in Brasilien in den Kader der Nationalmannschaft aufgenommen und errang die Goldmedaille im Finale gegen Schweden. Dafür erhielt sie am 1. November 2016 das Silberne Lorbeerblatt. Sie bestritt alle sechs Spiele und gehörte damit zu den Stammspielerinnen.
Kemme gehörte 2017 zum deutschen Kader bei der Fußball-Europameisterschaft, kam allerdings nur im Gruppenspiel gegen Russland nach einer Einwechslung in der 75. Minute zum Einsatz.

## Erfolge
- Champions-League-Siegerin: 2010
- Olympiasiegerin 2016
- U-20-Weltmeisterin 2010
- Deutsche Meisterin: 2009, 2010, 2011, 2012
- DFB-Hallenpokalsiegerin: 2009, 2010, 2013, 2014
- Deutsche Meisterin der B-Juniorinnen: 2008
- U-17-Europameisterin: 2008
- Bronzemedaille bei der U-17-Weltmeisterschaft: 2008
- Algarve-Cup-Siegerin 2014
- Englische Meisterin: 2018

## Sonstiges
2012 begann Kemme ein Studium zur Polizeikommissarin an der Fachhochschule der Polizei des Landes Brandenburg, das sie im September 2017 erfolgreich abschloss. Den Praxisteil absolvierte Kemme in Oranienburg, der Theorieteil fand in Potsdam und Oberhavel statt.
2021 stellte sich Tabea Kemme als Gegenkandidatin von Rolf Kutzmutz der Präsidentenwahl bei Turbine Potsdam. Bei vier Enthaltungen votierten für den Amtsinhaber Rolf Kutzmutz 110 Mitglieder, Tabea Kemme erhielt 100 Stimmen. Für andere Positionen im Vorstand kandidierte Kemme nicht. In der TV-Sendung Der Sportschau Club am 22. Juni 2021 erklärte Kemme, dass sie nicht mehr Mitglied des 1. FFC Turbine Potsdam sei.
Tabea Kemme ist als TV-Expertin tätig, seit 2021/22 bei Übertragungen des Senders Amazon Prime Video, seit 2022/23 bei Sky Sport.
Bei der WM 2022 in Katar war sie als Expertin für Magenta TV im Einsatz. Ihr Einsatz wurde sehr positiv bewertet. Der Sportjournalist Jens Weinreich bewertete ihre Arbeit als „herausragende WM-Performance“.
Seit dem Jahr 2023 ist sie zudem Kolumnistin für t-online.